# Weaver (Arizona)
Pour les articles homonymes, voir Weaver.

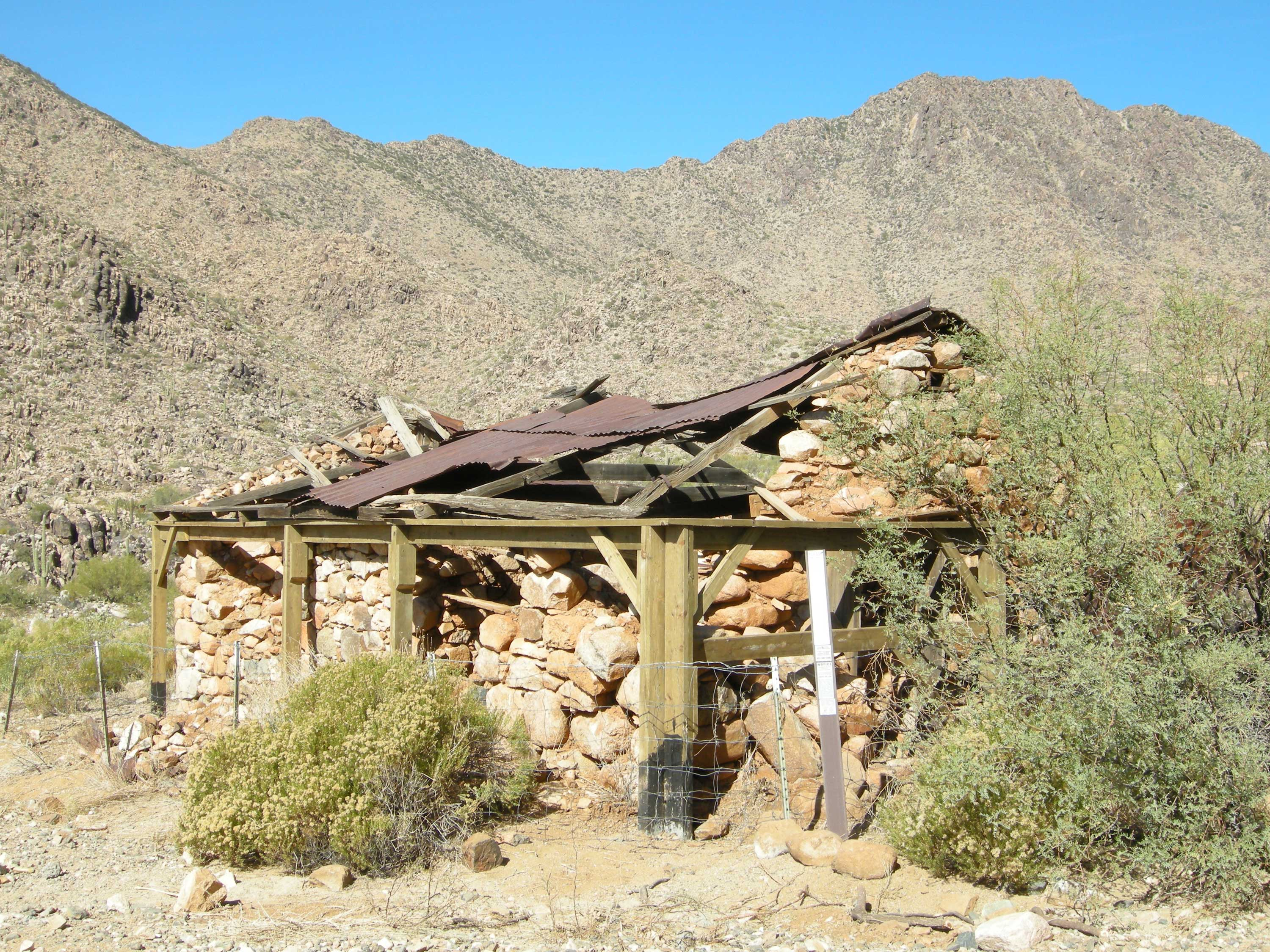
Ruines d'une maison en pierres à Weaver

Weaver, originellement Weaverville, est une ancienne ville minière d'or devenue une ville fantôme. Elle est située dans le comté de Yavapai dans l'État de l'Arizona aux États-Unis. Tout ce qui reste de la ville aujourd'hui est le cimetière qui est partiellement restauré et les ruines d'une maison en pierres.

## Annexe